# قلم رصاص (برنامج)
قلم رصاص هو برنامج سياسي كان يقدمه الإعلامي حمدي قنديل يناقش أهم المشكلات والمستجدات في الساحة العربية والإسلامية. قدمه على قناة الليبية الفضائية وقبلها كان يبث البرنامج على تلفزيون دبي.
ويعد هذا البرنامج امتداداً لبرنامج رئيس التحرير الذي كان يذاع على القناة الثانية المصرية والذي مُنع لأسباب (رقابية). سُمّيَ البرنامج باسم (قلم رصاص) لأنه وحسب كلام حمدي قنديل فإنه "لا شيء ينجز في الوطن العربي سوى بالقلم والرصاص"[بحاجة لمصدر] كما يقول.
أهم فقرة في البرنامج هي "أقوال مأثورة"، فهي فقرة مثيرة جدا ففي حلقة لهذا البرنامج بكى الإعلامي حمدي قنديل بعد أن قال جزءا من قصيدة لفاروق جويدة.

## وصلات خارجية
- فقرة أقوال مأثورة من قلم رصاص على يوتيوب
- حمدى قنديل يبكى وهو يقرأ قصيدة فاروق جويدة على يوتيوب